# زوال
زُوال، در اساطیر ایرانی نام مردی بلندقد و سیاهپوست است که بلندی بالا (طول قد و قوارهٔ او)، گاهی به اندازهٔ یک نخل می‌رسد.
زوال؛  از مردانی که دارای مرض (ابنه) بوده و هستند (زوال) پسر ابلیس با آنها مشارکت می کند ایشان مبتلا به آن مرض می شوند.

## منبع
- جان. راسل. هینیلز (۱۳۸۵)، شناخت اساطیر ایران، ترجمهٔ باجلان فرّخی، تهران: انتشارات اساطیر، شابک ۹۶۴-۳۳۱-۲۶۴-X
- الگو:سفینة البحار، جلد 1، ص 99 و ص